# Herzegovina
Herzegovina (en bosnio, croata y serbio: Hercegovina, en serbio ciríllico: Херцеговина) es una región histórica en los Alpes Dináricos, se encuentra dentro de Bosnia y Herzegovina y administrativamente esta dividida entre la Federación de Bosnia y Herzegovina y la República Srpska.
La mayor parte de su territorio es montañoso, incluido dentro de la conformación karst; excepto en el valle central del río Neretva. La ciudad principal es Móstar, situada en el centro de la región. Otras ciudades importantes son Trebinje, Konjic y Foča. Las fronteras entre Bosnia y Herzegovina no están claras, y son a menudo, motivo de disputa.

## Toponimia
Al concluir la Edad Media y ante el avance otomano, luego de iniciarse la Edad Moderna, la región fue administrada por duques que prestaron ocasionalmente vasallaje a los emperadores alemanes. Los duques recibían el título alemán de "Herzog", hecho por el cual se cree que el actual territorio o las tierras que estuvieron bajo su ducado pasarían a ser conocidas como "Herzegovina" o "Hercegovina".

## Historia

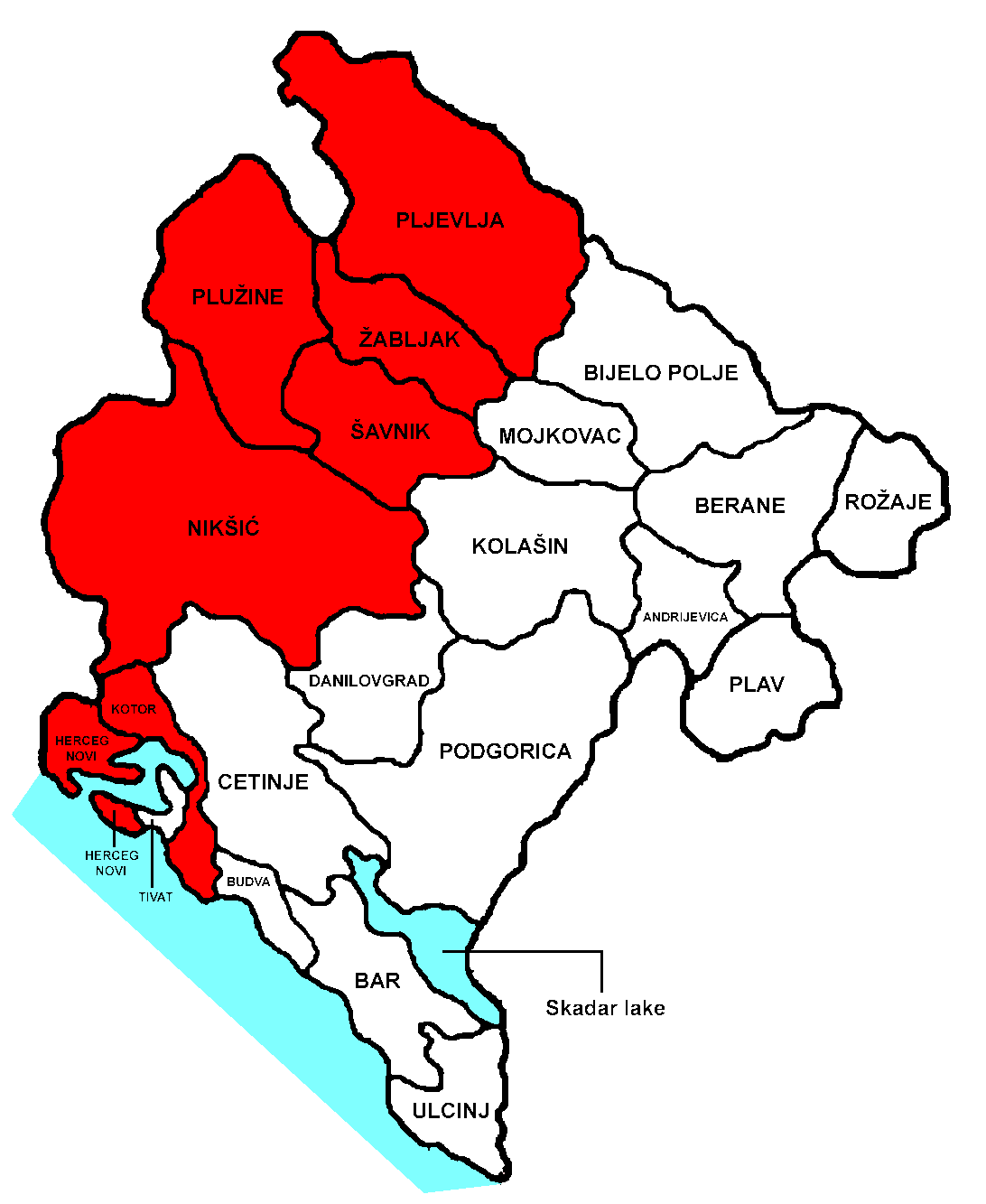
Partes de la antigua Herzegovina que pasaron a Montenegro en 1912.

A principios de la Edad Media, el territorio de la moderna Bosnia y Herzegovina se dividió en pequeños territorios más o menos independientes. Herzegovina abarcaba las regiones entonces conocidas como el Estado federado de Hum o Zahumlje y Trebinje, la mayor parte de las cuales a finales de la Edad Media pertenecían a los reyes serbios de la dinastía Nemanjić. La parte más occidental de Herzegovina pertenecía al Reino de Croacia hasta 1102. Stjepan II Kotromanić y el Rey Tvrtko I de Bosnia unieron estas regiones al estado bosnio en el siglo XIV.
Tras el debilitamiento de la corona de Bosnia después de la muerte de Tvrtko I, nobles de las poderosas familias Kosača, el Gran Duque Sandalj Hranić y su sobrino, Stefan Vukčić Herzog, declararon Hum como región autónoma, solo reconociendo a los reyes de Bosnia como el gobierno bajo el cuyo mando estaban dichos señores, y de forma únicamente nominal. En un documento enviado a Friedrich III el 20 de enero de 1448, el duque bosnio Stjepan Vukčić Kosača se denomina a sí mismo Herzog (al no tener un título nobiliario bosnio equivalente a duque, usa el alemán) de San Sava, señor de Hum y Primorje, gran duque del reino de Bosnia, hecho que al parecer por el que las tierras por él controladas se convirtiesen y fueran internacionalmente conocidas como Hercegovina.
En 1482, las tierras de los anteriores señores feudales, el Duque Stefan y sus sucesores, fueron ocupadas por las fuerzas otomanas. En el Imperio otomano, Herzegovina fue organizada como un condado (Sanjacado) dentro del Eyalato de Bosnia. De 1833 a 1851, Herzegovina fue un eyalato independiente de Bosnia, gobernado por visir Ali Agha Rizvanbegović. Después de su muerte, los eyalatos de Bosnia y Herzegovina se fusionaron, y en 1864 pasaron a pertenecer a una nueva entidad, el Vilayato de Bosnia.
A mediados del siglo XIX, a lo largo de la invasión otomana, Herzegovina fue un objetivo para la ampliación del joven estado de Montenegro en el nombre de la liberación de los pueblos eslavos del yugo del dominio otomano. Los serbios y croatas de Herzegovina habían participado activamente en los esfuerzos montenegrinos para liberarlos, con ese fin fue que incrementaron la frecuencia de los hechos rebeldes contra el Imperio otomano. Estos esfuerzos culminaron en 1875 y 1876, durante el levantamiento de Nevesinjska (en serbio: Nevesinjska puška). Montenegro tuvo éxito en la liberación y la anexión de grandes partes de Herzegovina, incluida la zona de Niksic; antes de que el Congreso de Berlín de 1878 se celebrara.
En 1878, Herzegovina, junto con Bosnia, fueron ocupadas por el Imperio austrohúngaro, y permanecieron solo nominalmente bajo dominio otomano. Esto causó gran resentimiento entre la población, que posteriormente se resistió a los invasores, con pequeños brotes de atentados y golpes a pequeña escala, los que terminaron siendo aplacados brutalmente en 1882.
La población serbia de Bosnia y Herzegovina tenía la esperanza de que la provincia se dividiría y que se adjuntarían finalmente en Serbia y Montenegro. La ocupación temporal causó unas graves fracturas sociales en las relaciones de los serbios con y de Austria, y amenazó con convertirse en un conflicto abierto, como finalmente sucedería en las guerras posteriores (Primera guerra de los balcanes, y la gran guerra).
En 1908, el Imperio austrohúngaro se anexiona la provincia, dando lugar a la crisis de Bosnia, una controversia internacional que comenzó casi una guerra mundial. El asesinato del archiduque Francisco Fernando llegó como resultado del resentimiento de los serbios de Bosnia y Herzegovina contra la monarquía austrohúngara, y para muchos fue el detonante de la Primera Guerra Mundial.
Durante la Primera Guerra Mundial, Herzegovina fue el escenario de un duro conflicto interétnico: las milicias del gobierno austro-húngaro estaban conformadas por unidades del Šuckori, provenientes de las etnias musulmana y croatas, que fueron asimiladas dentro las unidades de la milicia imperial. Las unidades Šuckori fueron especialmente activas en Herzegovina.
En 1918, Herzegovina se convirtió en una parte del recién formado Reino de los Serbios, Croatas y Eslovenos (posteriormente rebautizado como Reino de Yugoslavia). En 1941, en el marco de la derrota yugoslava a manos nazis; Herzegovina cayó bajo el dominio del estado títere de los Ustacha, el Estado Independiente de Croacia, el cual fue usado como un amplio escenario para las campañas de terror impuestas contra la población serbia y los rebeldes partisanos, que luego se intensificó hasta el punto de producirse literalmente actos de genocidio contra éstos desde los primeros meses de la ocupación hasta casi el final de la guerra. De 1941 a 1945, Herzegovina fue usada como un campo de batalla entre los Ustachá croatas, los chetniks serbios, y los partisanos de Tito. En 1945, Herzegovina, ya reconocida dentro de la entidad de Bosnia y Herzegovina; se convirtió en una de las repúblicas fundadoras de la República Federativa Socialista de Yugoslavia, y existió hasta la desintegración de Yugoslavia a comienzos de los años 1990.

## Geografía

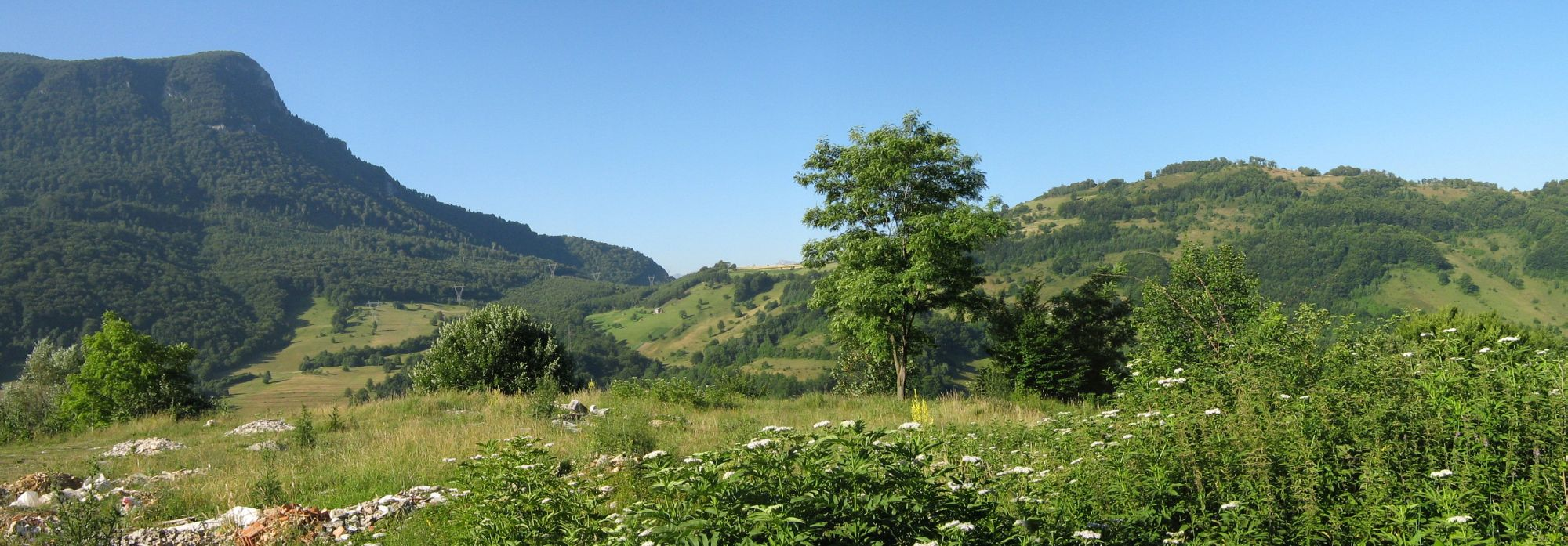
Herzegovina en verano.

El terreno de Herzegovina es principalmente montañosa carst con altas montañas en el norte como Cvrsnica y Prenj, excepto para el valle central del río Neretva. La mayor ciudad es Mostar, en el centro de la región. Otras grandes ciudades son Stolac, Trebinje, Široki Brijeg, Konjic y Čapljina. Las fronteras entre Bosnia y Herzegovina no están claras y, a menudo controvertido.
El alto caudal del río Neretva se encuentra en la parte norte de Herzegovina, una gran superficie forestal con ríos caudalosos y montañas altas. Ciudades como Konjic y Jablanica se encuentran en esta zona, considerada por muchos la más bella parte de Bosnia y Herzegovina.
El río Neretva se eleva a Lebršnik Mountain, cerca de la frontera con Montenegro, y como el río fluye hacia el oeste, entra Herzegovina. Toda la cuenca superior del Neretva constituye un valioso ecorregión con muchas especies endémicas y amenazadas. El rápido Río Esmeralda, talla a su paso por el precipitado terreno carst, proporcionando excelentes oportunidades para el rafting y kayak, mientras que el espectacular paisaje de las montañas que lo rodean y los bosques es un terreno difícil para las excursiones.
Afluentes del Neretva en la parte superior de flujo son en su mayoría a corto, debido al terreno montañoso: Cabe destacar que los ríos Rakitnica ha recortado un profundo cañón, su mística aguas ser una de las zonas menos exploradas en esta parte de Europa. Rakitnica río Neretva en las corrientes ascendentes de Konjic.
Neretva luego fluye hacia el noroeste, a través de la ciudad de Konjic. El río entra en el lago artificial de Jablanica ("Jablaničko jezero"), uno de los mayores en Bosnia y Herzegovina. El lago termina cerca de la ciudad de Jablanica, famoso por la batalla de Neretva, marcando una crucial victoria de Yugoslavia en los Partidarios del ejército alemán y sus aliados Quisling durante la Segunda Guerra Mundial. A partir de aquí, Neretva vueltas hacia el sur continúa su curso hacia el Mar Adriático.
Con las montañas forro sus costas retrocediendo gradualmente, Neretva entra en un valle dominado por la ciudad de Mostar. Fluye en el marco del famoso viejo puente Stari Most, y continúa hacia la ciudad de Čapljina y el delta del Neretva en Croacia, antes de desembocar en el Mar Adriático.

## Estatus político
En la moderna Bosnia-Herzegovina, Herzegovina está dividida entre dos entidades federadas: la República Srpska y la Federación de Bosnia y Herzegovina, y partes que componen el actual Montenegro. La República Srpska tiene partes dentro del territorio histórico de Herzegovina, comúnmente conocida como Herzegovina Oriental.
En los últimos años, dicha partición se basa directamente en cómo se subdivide la región de Trebinje, que administrativamente se divide en los municipios de Trebinje, Bileća, Gacko, Nevesinje, Ljubinje, Berkovići, Istočni Mostar y Foca.
Dentro de la división administrativa de la Federación de Bosnia y Herzegovina, Herzegovina se encuentra subdividida administrativamente entre el cantón de Herzegovina-Neretva y el cantón de Herzegovina Occidental, y comprende parte del Cantón 10.

### Ciudades
Hay varias famosas ciudades de Herzegovina. Mostar no es solo la más famosa ciudad y capital de facto, sino también la única ciudad con más de 100 000 habitantes.
No hay ciudades grandes en Herzegovina, pero la gran mayoría son de carácter histórico, y no obstante reconocidas como patrimonio cultural. Stolac, por ejemplo, es quizás la ciudad más antigua de Herzegovina.
A lo largo de su historia, en Herzegovina se han asentado pueblos a lo largo de la historia humana, hay algunos que incluso datan del periodo paleolítico (cueva Badanj), las tribus ilíricas vivirían en lo que se conoce actualmente como la ciudad de Daorson, e incluso han tenido lugar en su territorio varios asentamientos romanos también junto a los ríos, en especial en el río Bregava. En la época medieval sus habitantes han dejado uno de los más grandes y bellos monumentos de piedra llamados La cueva Stećak, en Radimlja.
Trebinje es la ciudad más austral en Bosnia y Herzegovina, cerca de la frontera con Montenegro. Esta ciudad es un lugar que tiene una de las partes más históricas dentro de su conurbación, en la orilla del río Trebišnjica.
Čapljina y Ljubuški son famosas por su historia y los ríos que las cruzan, la villa de Međugorje es famosa por su importancia religiosa para muchos católicos croatas. Konjic y Jablanica se hicieron famosas durante la Segunda Guerra Mundial.
Otras ciudades de Herzegovina son: Prozor, Široki Brijeg, Posušje, Čitluk, Grude, Nevesinje, Ulog, Gacko, Bileća, Ljubinje, Ravno y Neum, la única ciudad costera de Herzegovina.

## Población
La población de Herzegovina antes de la Segunda Guerra Mundial y de las guerras yugoslavas era mixta, pero luego se estabilizó y cambió drásticamente tras el último conflicto, dentro de una serie de procesos de limpieza étnica a gran escala llevados a cabo por los bosnio-croatas y los serbo-bosnios, en detrimento de los Bosníacos residentes allí.
En el censo de 1991, se registró que Herzegovina tenía una población de 437 095 habitantes. La composición étnica de la población era la siguiente:
- 206.457 - croatas (47,2 %),
- 112.948 - bosníacos (30,0 %),
- 98.047 - serbios (21,3 %),
- 77.166 - yugoslavos
- 6149 - otros (1,4 %).

La población bosníaca se encontraba principalmente a lo largo de la rivera del río Neretva, incluyendo las ciudades de Konjic y Jablanica. La parte oriental pertenece a la entidad federal de la República Srpska, y está poblada principalmente por serbios.

## Turismo
En Herzegovina hay muchos bellos y famosos monumentos naturales como las cascadas de Kravica. Se trata de varias caídas de agua cerca de la ciudad de Ljubuški y un lugar popular para la población local, para tomar un baño caliente en el clima Herzegovina, o simplemente para disfrutar de la vista.
El Hutovo Blato es una reserva de aves, una de las más importantes en Europa y múltiples asociaciones internacionales de ornitólogos han estado allí.
La cueva Vjetrenica es un sistema de cavernas cerca de la frontera a Croacia, en el municipio de Ravno. La cueva no ha sido explorada totalmente, pero aún está abierto para los visitantes. Cada vez más especies se han descubierto allí y es un ecosistema único cueva con varias especies endémicas de animales y otras cosas interesantes.
La boca de Blagaj es también donde tiene origen el famoso río Buna, dentro de una cueva. Neum, en el Mar Adriático es también una atracción turística popular de Bosnia y Herzegovina y es la única ciudad costera de la región.

## Galería

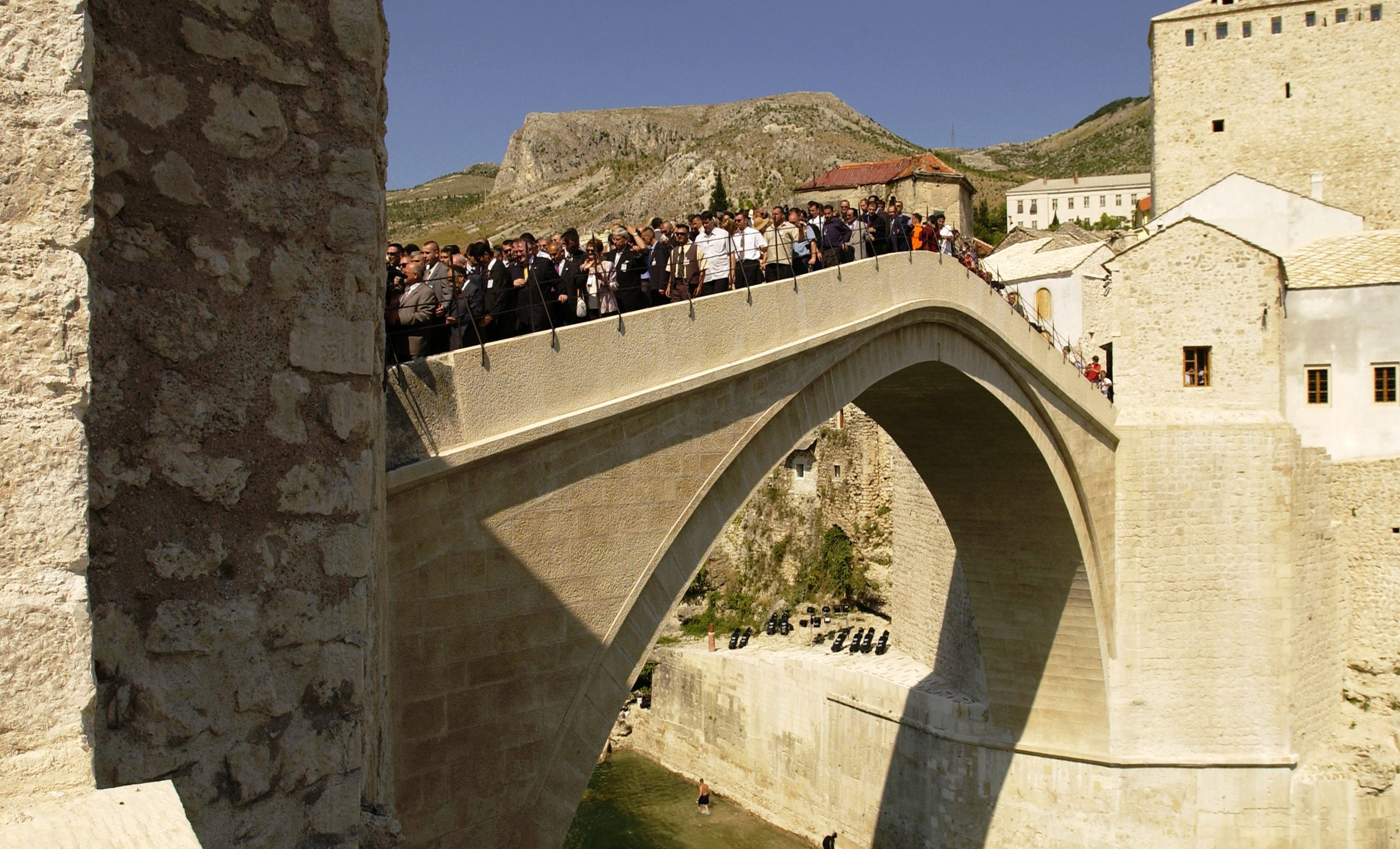
El "Antiguo Puente" en Mostar, reconstruido en 2004.
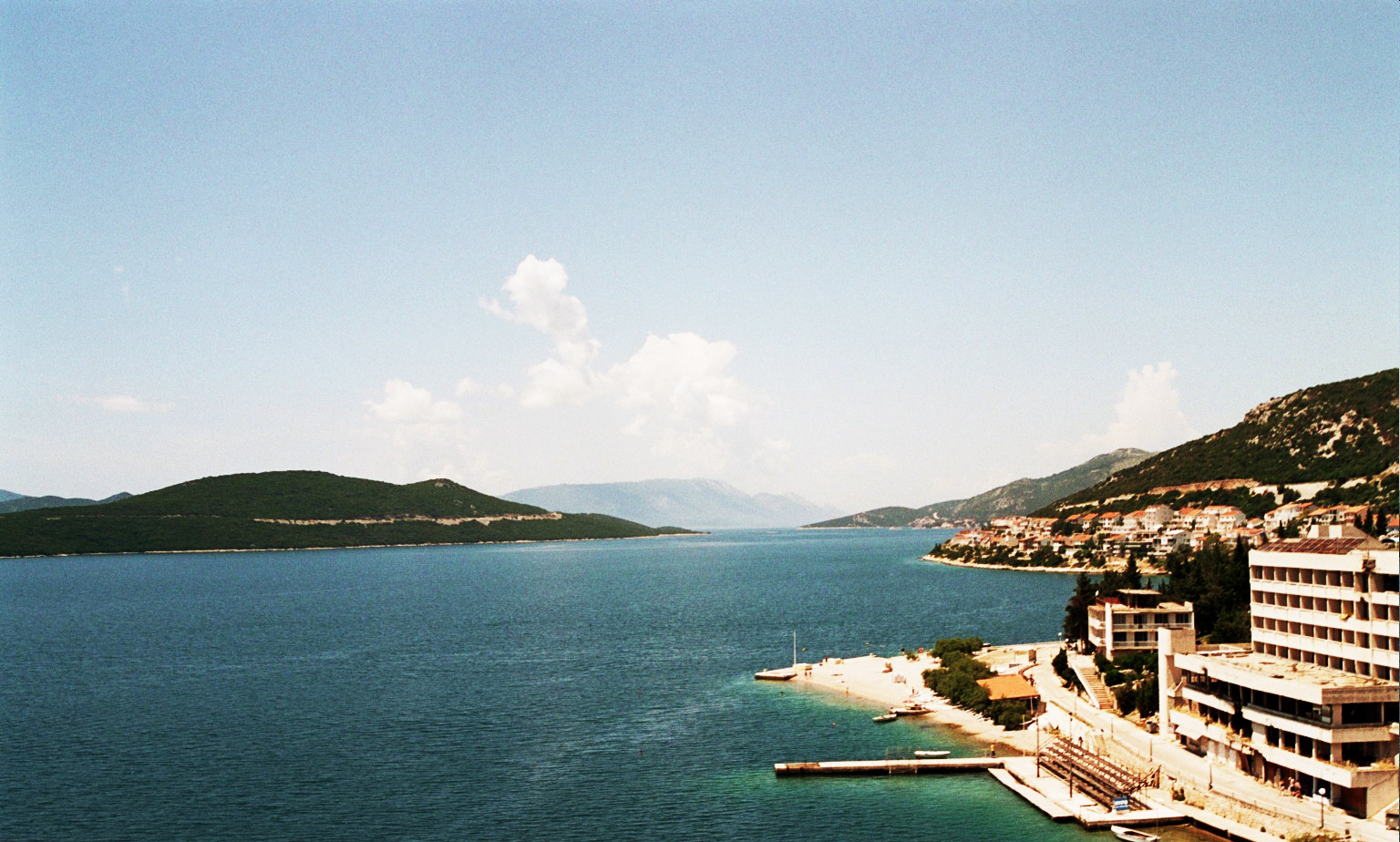
Neum y la costa de Herzegovina.
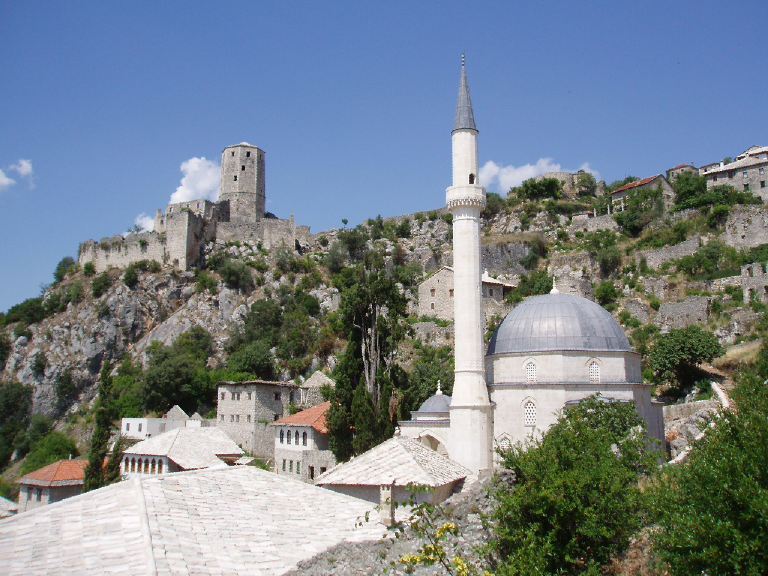
Počitelj, Ciudad antigua
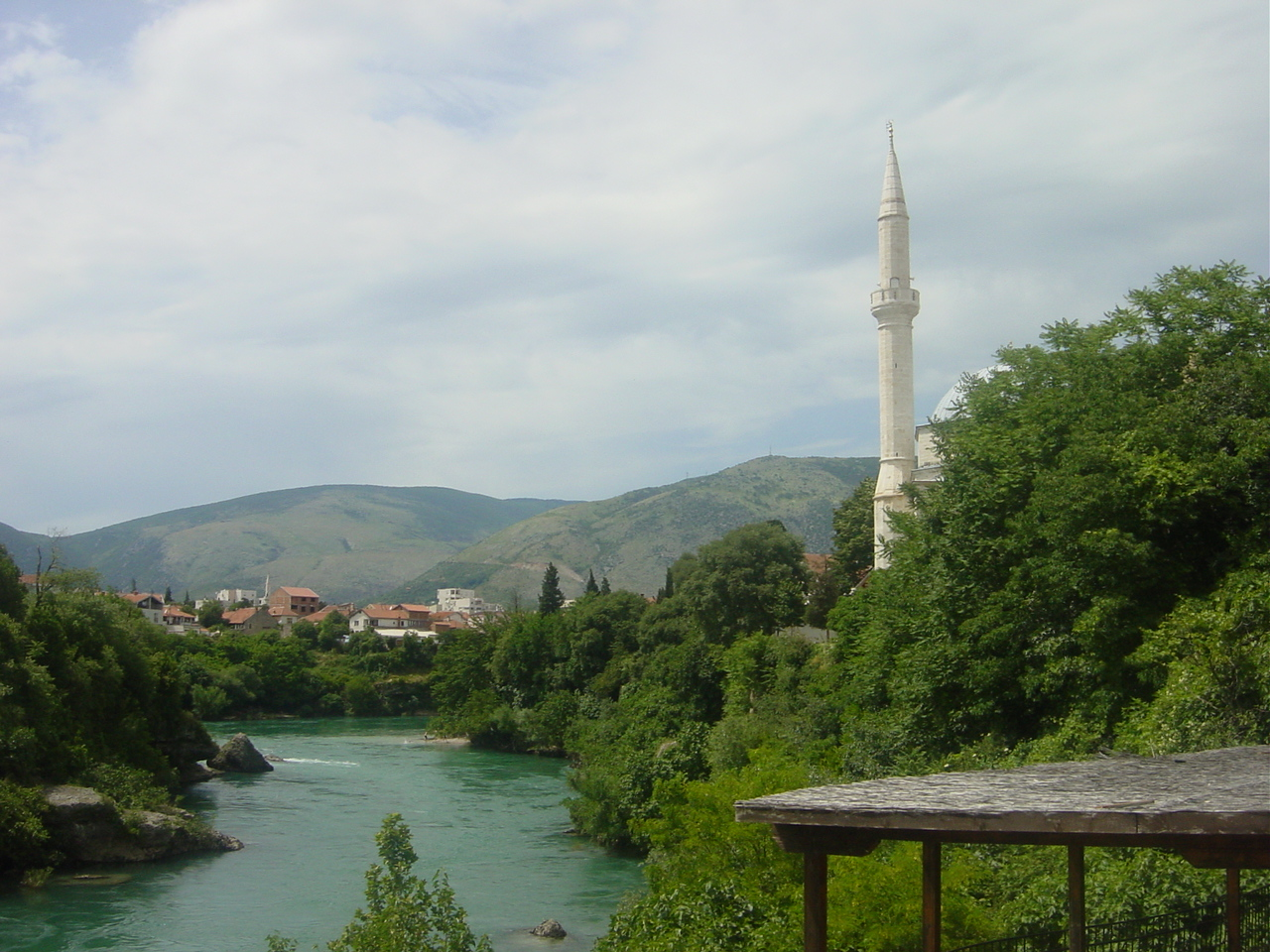
Río Neretva en Mostar, 2004